# Vincent Defrasne
Vincent Defrasne (Pontarlier, 9 marzo 1977) è un ex biatleta francese.

## Biografia
Arruolato nell'Esercito francese e residente nella sua città natale, ha iniziato a praticare biathlon a livello agonistico nel 1995 e nel 1999 è entrato a far parte della nazionale francese. Nella stagione 1999-2000 ha fatto la riserva nella squadra francese in Coppa del Mondo. La sua prima vittoria individuale in questa competizione risale al 7 gennaio 2006, nella sprint di Oberhof. Ha ottenuto il maggior numero di successi nella staffetta con la squadra francese: ai Mondiali del 2001 a Pokljuka ha vinto l'oro, nel 2004 a Oberhof il bronzo, così come ai XIX Giochi olimpici invernali di Salt Lake City 2002.
In gare individuali vanta la vittoria nell'inseguimento ai XX Giochi olimpici invernali di Torino 2006; in quell'occasione ha conquistato anche la medaglia di bronzo nella staffetta. Ai Mondiali del 2007 ad Anterselva Defrasne ha vinto la medaglia di bronzo nella staffetta mista e d'argento nell'inseguimento. Due anni dopo ha ottenuto ai Mondiali di Pyeongchang la medaglia d'oro nella staffetta mista.

## Palmarès

### Olimpiadi
- 3 medaglie:
  - 1 oro (inseguimento[1] a Torino 2006)
  - 2 bronzi (staffetta[1] a Salt Lake City 2002; staffetta[1] a Torino 2006)

### Mondiali
- 6 medaglie:
  - 2 ori (staffetta[1] a Pokljuka 2001; staffetta mista[1] a Pyeongchang 2009)
  - 1 argento (staffetta mista ad Anterselva 2007)
  - 3 bronzi (staffetta[1] a Oberhof 2004; staffetta mista a Pokljuka 2006; inseguimento[1] ad Anterselva 2007)

### Coppa del Mondo
- Miglior piazzamento in classifica generale: 6º nel 2006
- Vincitrice della Coppa del Mondo di individuale nel 2008
- 19 podi (7 individuali, 12 a squadre), oltre a quelli conquistati in sede olimpica e iridata e validi anche per la Coppa del Mondo:
  - 4 vittorie (2 individuali, 2 a squadre)
  - 6 secondi posti (3 individuali, 3 a squadre)
  - 9 terzi posti (2 individuali, 7 a squadre)

#### Coppa del Mondo - vittorie
| Data             | Località    | Nazione   | Specialità                                               |
| ---------------- | ----------- | --------- | -------------------------------------------------------- |
| 16 gennaio 2003  | Ruhpolding  | Germania  | RL (con Ferréol Cannard, Julien Robert e Raphaël Poirée) |
| 7 gennaio 2006   | Oberhof     | Germania  | SP                                                       |
| 29 novembre 2007 | Kontiolahti | Finlandia | IN                                                       |
| 6 dicembre 2009  | Östersund   | Svezia    | RL (con Vincent Jay, Martin Fourcade e Simon Fourcade)   |

Legenda:

IN = individuale

SP = sprint

RL = Staffetta